# 格闘女神ATHENA
格闘女神ATHENA（かくとうじょしん あてな）とは、1998年7月から2002年3月までフジテレビ系列BSフジおよびフジテレビ721にて放映されたプロレス中継番組である。地上波では月1回、日曜深夜を原則として放映された。

## 概要
これまで長年に渡って放映されてきた『全日本女子プロレス中継』を大幅にリニューアルした番組である。
番組コンセプトは、女子プロレスだけではなくあらゆるジャンルのスポーツにおける「戦う女性」を幅広く紹介するというものだった。プロボディボーダーの小池葵もこの番組で紹介されている。しかしこの番組コンセプトは、回を追うごとに薄まり「全日本女子プロレス中継」と化して団体の経営難も重なり、末期は会場の中継からフジテレビ局内のスタジオ・イベント会場でビッグマッチを中継・収録する形を取るようになった。

その一方でバラエティ番組のテイストが投入されており、この番組から「キッスの世界」が誕生するなど次々と話題を生んだ。
しかしプロレス中継番組全般の低視聴率もこの番組に該当し、ついに2002年3月30日放送の総集編「嵐の最終章スペシャル」にて、番組は最終回となる。旗揚げ以来34年間続いたフジテレビの全日本女子プロレス中継も終了となり、同時にフジテレビはプロレス中継から完全撤退した。

## 番組終了後
フジテレビにおける全女中継撤退後は、FIGHTING TV サムライが全女中継を引き継いだ。また、全女が協力していた『めちゃ×2イケてるッ!』のコーナーである「格闘女神MECHA」も他団体協力に変更された。
一方で、フジテレビにおける女子プロレス番組は2003年10月に『ダリアンガールズ』として復活し、元全女の伊藤薫をコーチに招いたが、2004年3月に終了した。

## キャスト
- 司会：勝俣州和、パイレーツ
- アシスタント：小島奈津子、藤村さおり
- 御意見番：志生野温夫
- ナレーション：鮎貝健

## スタッフ
- 構成：菅原誠、田中直人、小野高義
- 広報：小出和人→釜萢太郎（フジテレビ）
- 技術：広瀬重雄→蛭田英和
- カメラ：蛭田英和→浜島一雄
- 音声：左口満寿
- 映像：藤崎康広→吉田正美
- 照明：植松晃一（フジテレビ）
- スクリーン：鵜難博
- 技術協力：八峯テレビ、FLT、インターナショナルクリエイティブ
- 美術協力：フジアール
- 美術制作：北林福夫
- デザイン：野口陽介
- 美術進行：横山勇
- アートフレーム：江尻正
- タイトル：山形憲一
- 協力：全日本女子プロレス興業、フジパシフィック音楽出版、アップフロントエージェンシー、ゼティマ
- 編集：渡部均・宮部智泰・岩崎秀徳（IMAGICA）
- MA：大塚大・民幸之助（共にIMAGICA）
- 音響効果：長内勇治→篠原光（佳夢音）
- タイムキーパー：北原万里香（FCC）
- 制作デスク：渡辺恵美子（FCC）
- AD：山宮拓夫・福万義浩（共にFCC）
- ディレクター：春日聰・染谷昌彦・奥平素也（共にFCC）
- プロデューサー：後藤正行（フジテレビ）、鈴木正人（FCC）
- 制作協力：フジクリエイティブコーポレーション
- 制作著作：フジテレビ